# Renata Bianchi
Renata Bianchi (Cornigliano, 12 luglio 1926 – Cornigliano, 7 febbraio 1966) è stata una ginnasta italiana specialista nel volteggio al cavallo.

## Biografia
Partecipò ai Giochi della XIV Olimpiade nel 1948 e a quelli della XV nel 1952, la prima volta a 22 anni, ma non vinse medaglie olimpiche.
L'Italia ottenne l'ottavo posto nella competizione a squadre nel 1948 e il sesto nel 1952. Individualmente ottenne il 55º posto nel completo nel 1952.
Nel 1950 partecipò ai Mondiali. Individualmente non vinse medaglie, ma l'Italia vinse la medaglia di bronzo nella competizione a squadre. Individualmente giunse al 18º posto.